# 土牧尔台站
土牧尔台站是一个集二铁路上的铁路车站，位于中华人民共和国内蒙古自治区乌兰察布市察哈尔右翼后旗土牧尔台镇，建于1954年，目前为四等站，目前客运：办理旅客乘降；行李、包裹托运；货运：办理整车、零担货物发到。